# Generator Rex
Generator Rex er en amerikansk animeret science fiction tv-serie skabt af Man of Action for Cartoon Network,  med John Fang fra Cartoon Network Studios som supervisende direktør. Den var inspireret af tegneserien M. Rex, skabt af Aaron Sowd, Joe Kelly og Duncan Rouleau, og udgivet af Image Comics i 1999. Serien havde premiere i USA den 23. april 2010 på Cartoon Network og sluttede den 3. januar 2013.

## Medvirkende

### Hovedpersoner
- Daryl Sabara som Rex Salazar
- John DiMaggio som Bobo Haha, en abe
- Wally Kurth som Agent Six
- Grey DeLisle som Rebecca Holiday

### Danske stemmer
| Skuespiller               | Rolle |
| ------------------------- | ----- |
| Andreas Nicolet           | Rex   |
| Øvrige medvirkende        |       |
| Mathias Hartmann Niclasen |       |
| Thomas Magnussen          |       |

### Dansk version
- Studie: Dubberman

## Afsnit
| Sæson | Sæson | Afsnit | Oprindelig sendt                     | Oprindelig sendt |
| Sæson | Sæson | Afsnit | Start                                | Slut             |
| ----- | ----- | ------ | ------------------------------------ | ---------------- |
|       | 1     | 21     | 23. april 2010                       |                  |
|       | 2     | 19     |                                      |                  |
|       | 3     | 20     | Ben 10/Generator Rex: Heroes United' | 3. januar 2013   |
|       |       |        | 10. april 2013                       |                  |